# Landes
Landes este un departament din sud-vestul Franței, situat în regiunea Aquitania. Este unul dintre departamentele originale ale Franței create în urma Revoluției din 1790. Este numit după denumirea franceză a solului nisipos din apropierea mării ce se găsește în departament.

## Localități selectate

### Prefectură
- Mont-de-Marsan

### Sub-prefecturi
- Dax

### Alte orașe
- Aire-sur-l'Adour

## Diviziuni administrative
- 2 arondismente;
- 30 cantoane;
- 331 comune;